# 小行星1815
小行星1815（1815 Beethoven）是一颗主带小行星。它由卡爾·威廉·萊茵姆特在1932年1月27日发现于海德堡王座山天文台。
該小行星以德国作曲家路德维希·范·贝多芬命名。
此小行星的光变曲线周期为54 ± 1 小时。